# Oliver Schröm

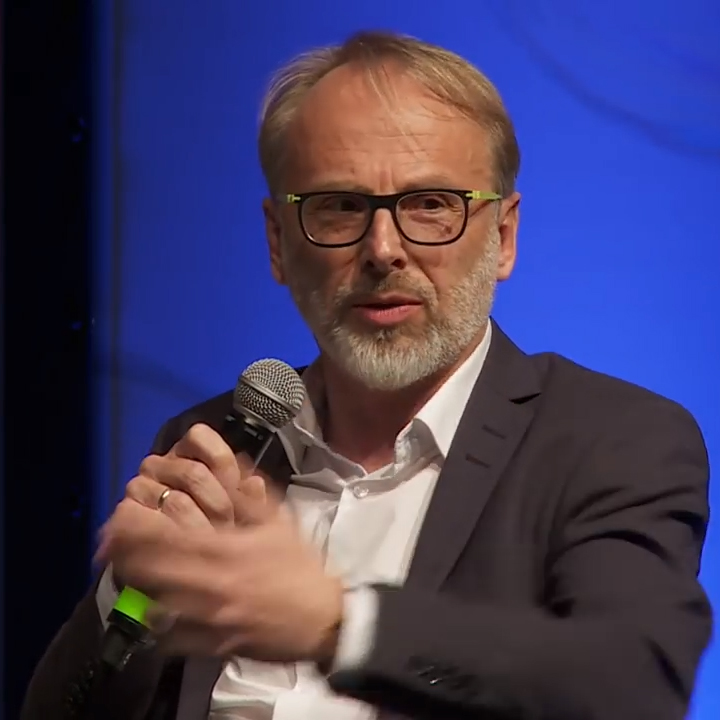
Oliver Schröm (2018)

Oliver Schröm (* 1964 in Heidenheim an der Brenz) ist ein deutscher Journalist und Publizist.

## Leben
Schröm begann nach dem Abitur am Werkgymnasium in Heidenheim von 1988 bis 1990 als Volontär bei der Heidenheimer Zeitung. 1991 verbrachte er als Stipendiat der Michael-Jürgen-Leisler Kiep Stiftung in den USA. Er machte Stationen bei der Los Angeles Times, beim Commercial Appeal in Memphis und dem Center for Investigative Reporting in San Francisco. Danach war er freier Journalist für den Stern, Die Zeit und die Frankfurter Allgemeine Sonntagszeitung sowie Politmagazine der ARD und des ZDF tätig. Er gründete 2010 das Team „Investigative Recherche“ beim Wochenmagazin Stern und beschäftigte sich als Leiter des Ressorts überwiegend mit Politik, Wettbetrug im Sport, Extremismus und Geheimdiensten. Von 2011 bis 2015 war er als Nachfolger von Thomas Leif erster Vorsitzender der Journalistenvereinigung Netzwerk Recherche. Ab Juli 2016 arbeitete er beim NDR für die Sendung Panorama. Zum 1. Januar 2018 wechselte er als Chefredakteur zum Recherchezentrum Correctiv. Im November 2019 kehrte er zum NDR zurück, wo er erneut für die Sendung Panorama arbeitet.
2018 war er Gründungsmitglied der Bürgerbewegung Finanzwende.
Im Mai 2023 wurde Schröms Wechsel zu RTL Deutschland bekannt, wo er als fester Pauschalist für das Stern-Magazin arbeiten soll.

## Ermittlungsverfahren
Die Staatsanwaltschaft Zürich ermittelte aufgrund einer von der Basler Privatbank J. Safra Sarasin in Zürich eingereichten Strafanzeige in Zusammenhang mit den Correctiv-Berichten über die Cum/Ex- und Cum/Cum-Geschäfte (CumEx-Files) seit 2014 gegen Schröm wegen des Vorwurfs der Wirtschaftsspionage und der Verletzung des Geschäftsgeheimnisses. Sie stellte einen Antrag auf Übernahme des Verfahrens durch die Staatsanwaltschaft Hamburg, die daher ab Ende Mai 2018 wegen des Verdachts der Anstiftung zum Verrat von Betriebs- und Geschäftsgeheimnissen gegen Schröm ermittelte. Der Vorsitzende des Deutschen Journalisten-Verbandes (DJV), Frank Überall, bezeichnete das Verfahren als Angriff auf die Pressefreiheit. Schröm sprach von einem Versuch zur Kriminalisierung des investigativen Journalismus.
Die Correctiv-Redaktion veröffentlichte am 11. Dezember 2018 einen offenen Brief, namentlich an die damalige Justizministerin Katarina Barley und Finanzminister Olaf Scholz. „Es ist das erste Mal, dass dieser Paragraph [§ 17 UWG] auf einen Journalisten angewendet wird“, hieß es darin.
Mitte Juli 2019 gab die Hamburger Staatsanwaltschaft bekannt, dass sie das Ermittlungsverfahren gegen Oliver Schröm eingestellt habe: „Es bestehe kein hinreichender Tatverdacht, der eine weitere Ermittlung oder Anklage rechtfertige.“

## Auszeichnungen

### Preise
- 1992: Axel-Springer-Preis für junge Journalisten (2. Preis gemeinsam mit Stefan Scheytt)[18]
- 2004: Einmalig vergebener Negativpreis „Fauler Apfel“ des Bundesverbandes deutscher Pressesprecher[19][20]
- 2019: Helmut-Schmidt-Journalistenpreis (1. Preis gemeinsam mit Marta Orosz und Christian Salewski)[21]
- 2021: Deutscher Journalistenpreis in der Kategorie „Bank und Versicherung“[22]
- 2022: Wirtschaftsjournalist des Jahres (gemeinsam mit Oliver Hollenstein)[23]

### Nominierungen
- 2010: Nominiert für die Shortlist des Henri-Nannen-Preises (Kategorien: „Investigation“ und „Dokumentation“)[24]
- 2011: Nominiert für die Shortlist des Henri-Nannen-Preises (Kategorien: „Investigation“ und „Sonderpreis“)[25]
- 2012: Nominiert für die Shortlist des Henri-Nannen-Preises (Kategorie: „Investigation“)[26]
- 2013: Nominiert für die Shortlist des Henri-Nannen-Preises (Kategorie: „Investigation“)[27]
- 2014: Nominiert für die Shortlist des Henri-Nannen-Preises (Kategorie: „Investigation“)[28]

## Schriften (Auswahl)
- Mit Egmont R. Koch: Das Geheimnis der Ritter vom Heiligen Grabe. Die Fünfte Kolonne des Vatikans. Hoffmann und Campe, 1995, ISBN 3-455-11064-9.
- Al Qaida. Akteure, Strukturen, Attentate. Christoph Links Verlag, Berlin 2003, ISBN 3-86153-285-9.
- Im Schatten des Schakals. Carlos und die Wegbereiter des internationalen Terrorismus. Christoph Links Verlag, Berlin 2002, ISBN 978-3-86153-245-3.
- Stille Hilfe für braune Kameraden. Das geheime Netzwerk der Alt- und Neonazis. Aufbau Verlag, Berlin 2006, ISBN 3-7466-7054-3.
- Gefährliche Mission. Die Geschichte des erfolgreichsten deutschen Terrorfahnders. S. Fischer Verlag, Frankfurt am Main 2007, ISBN 978-3-596-16370-0.
- Die Cum-Ex-Files: Der Raubzug der Banker, Anwälte und Superreichen – und wie ich ihnen auf die Spur kam. Ch. Links Verlag, Berlin 2021, ISBN 978-3-96289-123-7
- mit Oliver Hollenstein: Die Akte Scholz. Der Kanzler, das Geld und die Macht. Ch. Links Verlag, Berlin 2022, ISBN 978-3-96289-177-0.